# West Side Tennis Club
West Side Tennis Club er en privat tennisklub i bydelen Forest Hills i Queens, New York City. Klubben har 38 tennisbaner med fire forskellige overflader (grus, Har-Tru, græs og hardcourt). Den er hjemsted for Forest Hills Stadium, et udendørs tennisstadion med 14.000 siddepladser, der også benyttes som koncertarena.
Klubben var vært for 60 udgaver af US National Championships (omdøbt til US Open ved starten på tennissportens åbne æra i 1968), først fra 1915 til 1920, og derefter fra 1924 til 1977. Nogle af US Opens største øjeblikke foregik i West Side Tennis Club, heruder indførelsen af seedninger i 1927, indførelsen af tiebreak i 1970, lige præmiepenge for mænd og kvinder i 1973 og aftensessioner i 1975.
Derudover har Forest Hills Stadium været vært for Davis Cup-finalen 10 gange, hvilket er mere end nogen anden arena. US Pro Tennis Championships blev afholdt i klubben 11 gange, mens Tournament of Champions blev spillet i klubben tre gange. West Side Tennis Club var vært for Forest Hills Tennis Classic, en nu nedlagt Tier IV-turnering på WTA Tour og ATP Challenger Tour.
Nutildags anvendes Forest Hills Stadium udelukkende som udendørs koncertarena.

## Historie
Klubben blev etableret i 1892, hvor de tretten oprindelige medlemmer lejede et areal til tre grusbaner og et lille klubhus i Central Park West. Ti år senere var jordstykket steget i pris og klubben flyttede til en placering i nærheden af Columbia University, hvor der var plads til otte baner. I 1908 flyttede den igen, denne gang til en ejendom på hjørnet af 238th Street og Broadway, hvor der blev anlagt 12 græsbaner og 15 grusbaner.
Klubben var vært for International Lawn Tennis Challenge (nu kendt som Davis Cup) i 1911. Turneringen tiltrak tusindvis af tilskuere, og klubbens ledelse besluttede, at der var brug for en udvidelse af klubben på en mere permanent placering. I 1912 erhvervede den et areal i Forest Hills i Queens. Året efter blev det karakteristiske klubhus i tudorstil opført.
I 1915 blev US National Championships, forgængeren for det nuværende US Open, flyttet fra Newport, Rhode Island til West Side Tennis Club. Turneringens popularitet nødvendiggjorde i 1923 opførelsen af det hesteskoformede stadion med 14.000 siddepladser, som står den dag i dag. Stadionnets først arrangement var finalen i International Lawn Tennis Challenge i 1915, hvor USA besejrede Australien.
Fra 1971 og resten af årtiet var arenaen hjemsted for den årlige Robert F. Kennedy Memorial Tennis Tournament, der var en pro-am velgørenhedsturnering med deltagelse af kendte som Chevy Chase, Arnold Schwarzenegger, Carlos Santana, Edward M. Kennedy, Elton John osv.
I 1975 skiftede US Open underlag fra græs til grusbaner af typen Har-Tru. I 1978 havde turneringen vokset sig for stor til rammerne i West Side Tennis Club, og USTA flyttede den derfor til det nyopførte USTA National Tennis Center i Flushing Meadows. I 2008 blev der afviklet i satellitturnering for kvinder i klubben.
World TeamTennis-holdet New York Empire med Patrick McEnroe som coach offentliggjorde, at det ville spille sine hjemmekampe i stadionet i dets første sæson i 2016. Holdet skiftede i 2017 hjemmebane til USTA Billie Jean King National Tennis Center.

## Forest Hills Stadium
Udover at fungere som hovedarenaen under tennisturneringer er Forest Hills Stadium blevet brugt som koncertsted med besøg fra førende kunstnere som The Beatles, Bob Dylan, Frank Sinatra, The Supremes, Judy Garland, Jimi Hendrix, The Who, Donna Summer, Brand New, Arctic Monkeys og Chance the Rapper. Fra 1961 til 1971 var det endvidere vært for Forest Hills Music Festival.
Efter flytningen af US Open i 1978 forfaldt stadionet i en sådan grad, at det i 2011 blev kaldt "smuldrende ruin" og fik afslået en status som vartegn af New York City Landmarks Preservation Commission. I 2010 modtog klubben et tilbud om at nedrive stadionet og erstatte det med lejligheder.
Stadionet genåbnede imidlertid i 2013 som koncertarena, og Mumford & Sons spillede ved åbningskoncerten. Siden da har Forest Hills Stadium afholdt en årlig serie af sommerkoncerter med bl.a. Santana, Zac Brown Band, D'Angelo, Van Morrison og Arctic Monkeys. Det er også sommerhjemsted for The New York Pops.
I perioden 2013-17 undergik Forest Hills Stadion en omfattende renovering, der også indebar flere væsentlige opgraderinger, for at revitalisere det historiske anlæg. I begyndelsen blev ydervæggene af beton repareret, mens 1.200 sæder i 2014 blev udskiftet. Der blev installeret en permanent scene, der var designet af Mark Fisher, der var kendt for sit arbejde for Pink Floyd, U2 og Rolling Stones. En udvidelse af adgangsvejen gav plads til at publikum kunne slappe af på græsplæner og forbedrede adgangen til mad- og drikkevaresalg. Der blev også lavet forbedrede siddepladser til handicappede. Og efter 70 år blev tennisbanerne i midten erstattet med et gulv, der gave plads til tusindvis af ståpladser. Uudnyttede rum under stadionet blev omdannet til unikke VIP-lounges. I 2018 blev der offentliggjort en plan for at omdanne stadionet til et helårsstadion, men en vinterlandsby med en skøjbane mangler endnu at blive realiseret.
Stadionet er også blev brugt til filmoptagelser. Hitchcock-filmen Farligt møde fra 1951 blev delvist filmet under Davis Cup-finalen i 1950 i West Side Tennis Club den 25. - 27. august 1950. Flere scener i Wes Andersons The Royal Tenenbaums er filmet inde i og rundt om stadionet.